# Sainte-Gemme-en-Sancerrois
Pour les articles homonymes, voir Sainte-Gemme.
Sainte-Gemme-en-Sancerrois [ʒɑːm] est une commune française située dans le département du Cher en région Centre-Val de Loire.

## Géographie
Sainte-Gemme-en-Sancerrois est une commune du Cher, à l'ouest de la Loire, à 50 km de Bourges et à 2 h 30 de Paris. Sainte-Gemme fait partie du canton de Sancerre.
La route des Chaises mène au hameau du même nom. C'est le point culminant de la commune, à 300 mètres d'altitude, au milieu des vignes. Le panorama offre une vue sur Sainte-Gemme, puis Cosne-sur-Loire, le lit du fleuve que l'on devine, la butte de Sancerre à droite, la forêt de Charnes, le château du Nozay en contrebas reconstruit au XVIIe siècle.

### Climat
Pour des articles plus généraux, voir Climat du Centre-Val de Loire et Climat du Cher.
En 2010, le climat de la commune est de type climat océanique dégradé des plaines du Centre et du Nord, selon une étude du CNRS s'appuyant sur une série de données couvrant la période 1971-2000. En 2020, Météo-France publie une typologie des climats de la France métropolitaine dans laquelle la commune est exposée à un climat océanique altéré et est dans la région climatique  Centre et contreforts nord du Massif Central, caractérisée par un air sec en été et un bon ensoleillement. 
Pour la période 1971-2000, la température annuelle moyenne est de 10,8 °C, avec une amplitude thermique annuelle de 15,5 °C. Le cumul annuel moyen de précipitations est de 798 mm, avec 11,9 jours de précipitations en janvier et 7,5 jours en juillet. Pour la période 1991-2020, la température moyenne annuelle observée sur la station météorologique la plus proche, située sur la commune de Léré à 10 km à vol d'oiseau, est de 11,6 °C et le cumul annuel moyen de précipitations est de 710,5 mm,. Pour l'avenir, les paramètres climatiques de la commune estimés pour 2050 selon différents scénarios d'émission de gaz à effet de serre sont consultables sur un site dédié publié par Météo-France en novembre 2022.

## Urbanisme

### Typologie
Au 1er janvier 2024, Sainte-Gemme-en-Sancerrois est catégorisée commune rurale à habitat dispersé, selon la nouvelle grille communale de densité à 7 niveaux définie par l'Insee en 2022.
Elle est située hors unité urbaine. Par ailleurs la commune fait partie de l'aire d'attraction de Cosne-Cours-sur-Loire, dont elle est une commune de la couronne,. Cette aire, qui regroupe 30 communes, est catégorisée dans les aires de moins de 50 000 habitants,.

### Occupation des sols
L'occupation des sols de la commune, telle qu'elle ressort de la base de données européenne d’occupation biophysique des sols Corine Land Cover (CLC), est marquée par l'importance des territoires agricoles (92,5 % en 2018), une proportion sensiblement équivalente à celle de 1990 (92,9 %). La répartition détaillée en 2018 est la suivante : 
terres arables (54,8 %), cultures permanentes (14,1 %), prairies (11,9 %), zones agricoles hétérogènes (11,8 %), forêts (7,5 %).
L'évolution de l’occupation des sols de la commune et de ses infrastructures peut être observée sur les différentes représentations cartographiques du territoire : la carte de Cassini (XVIIIe siècle), la carte d'état-major (1820-1866) et les cartes ou photos aériennes de l'IGN pour la période actuelle (1950 à aujourd'hui).

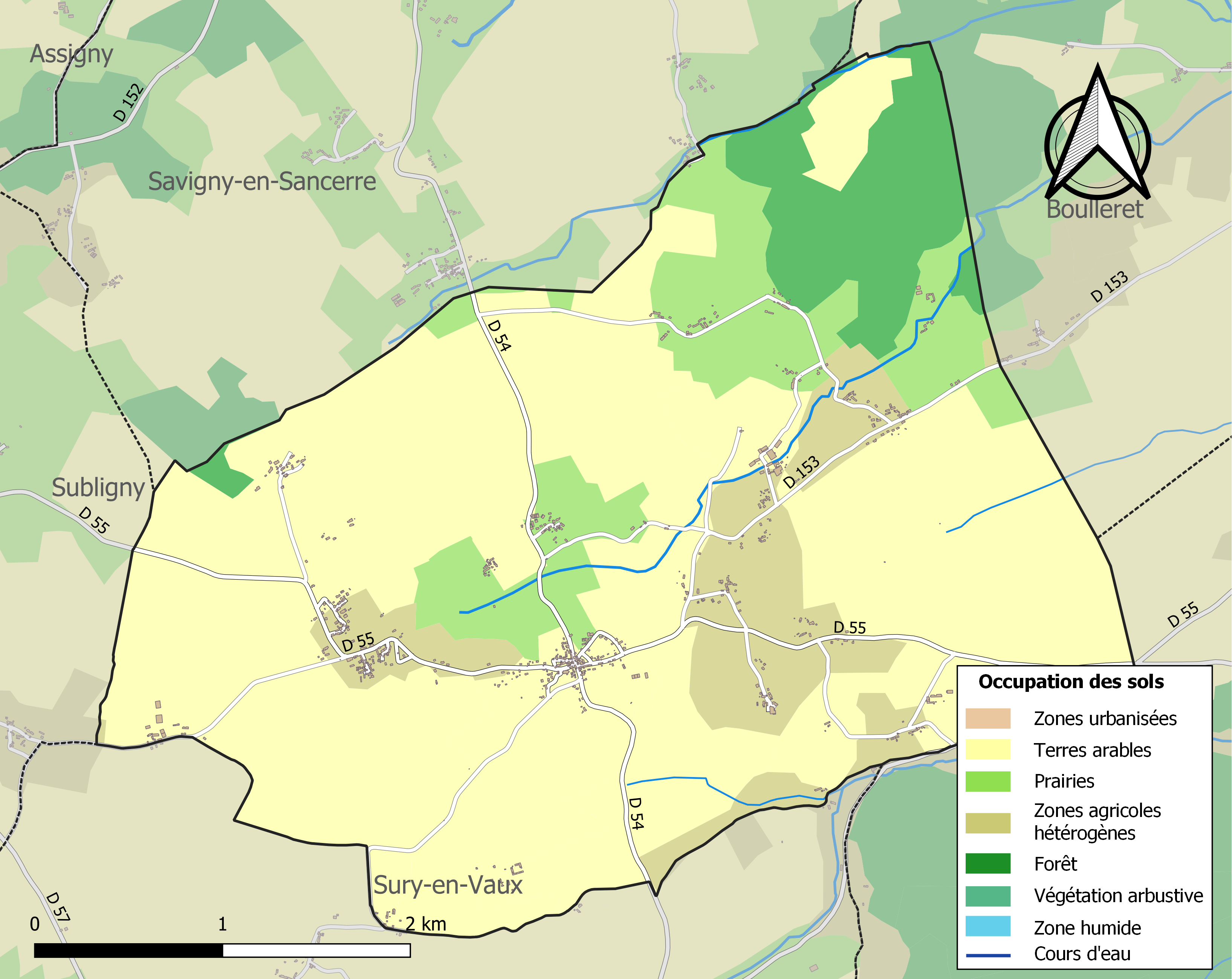
Carte des infrastructures et de l'occupation des sols de la commune en 2018 (CLC).

### Risques majeurs
Le territoire de la commune de Sainte-Gemme-en-Sancerrois est vulnérable à différents aléas naturels : météorologiques (tempête, orage, neige, grand froid, canicule ou sécheresse) et séisme (sismicité très faible). Un site publié par le BRGM permet d'évaluer simplement et rapidement les risques d'un bien localisé soit par son adresse soit par le numéro de sa parcelle.

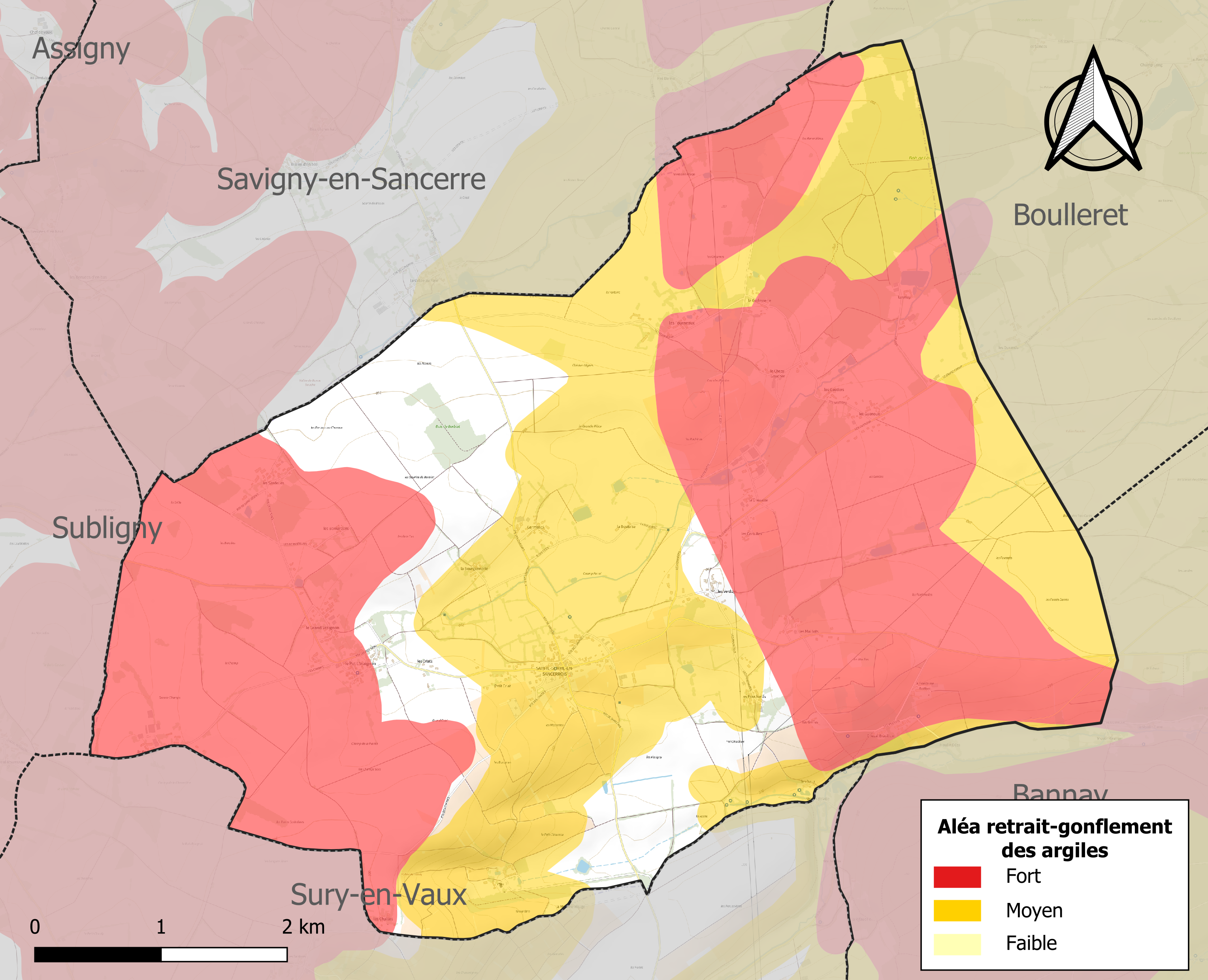
Carte des zones d'aléa retrait-gonflement des sols argileux de Sainte-Gemme-en-Sancerrois.

Le retrait-gonflement des sols argileux est susceptible d'engendrer des dommages importants aux bâtiments en cas d’alternance de périodes de sécheresse et de pluie. 85,9 % de la superficie communale est en aléa moyen ou fort (90 % au niveau départemental et 48,5 % au niveau national). Sur les 289 bâtiments dénombrés sur la commune en 2019, 267 sont en aléa moyen ou fort, soit 92 %, à comparer aux 83 % au niveau départemental et 54 % au niveau national. Une cartographie de l'exposition du territoire national au retrait gonflement des sols argileux est disponible sur le site du BRGM,.
Concernant les mouvements de terrains, la commune a été reconnue en état de catastrophe naturelle au titre des dommages causés par la sécheresse en 2018 et 2019 et par des mouvements de terrain en 1999.

## Histoire
Deux seigneuries témoignent de l'époque féodale, elles jalonnent la commune.
Une aux Chaises, bordée de quelques vieilles maisons, avec son porche roman, et son colombier ; l'autre à Launay bâtie au XIVe siècle, entourée de larges fossés, avec au centre un pavillon rénové au XVIIe siècle. Ces habitations retiennent en leurs pierres un peu de l'histoire du village, surtout l'église de Sainte-Gemme qui nous fait partager toute la sérénité de l'architecture romane.
Au cours de la Révolution française, la commune, alors nommée Sainte-Gemme, porta provisoirement le nom de Bel-Air.

C'est en 1977 que le complément en-Sancerrois fut ajouté.

## Politique et administration
| Période                                  | Période   | Identité            | Étiquette | Qualité     |
| ---------------------------------------- | --------- | ------------------- | --------- | ----------- |
| mars 2001                                | mars 2014 | Jacques Trainoir    | SE        |             |
| mars 2014                                | mars 2020 | Christine Bellanger | SE        | Retraitée   |
| mars 2020                                | En cours  | Gaëlle Lefebvre     | SE        | Commerçante |
| Les données manquantes sont à compléter. |           |                     |           |             |

## Démographie
L'évolution du nombre d'habitants est connue à travers les recensements de la population effectués dans la commune depuis 1793. Pour les communes de moins de 10 000 habitants, une enquête de recensement portant sur toute la population est réalisée tous les cinq ans, les populations de référence des années intermédiaires étant quant à elles estimées par interpolation ou extrapolation. Pour la commune, le premier recensement exhaustif entrant dans le cadre du nouveau dispositif a été réalisé en 2004.

En 2022, la commune comptait 403 habitants, en évolution de −7,36 % par rapport à 2016 (Cher : −2,48 %, France hors Mayotte : +2,11 %).
| 1793 | 1800 | 1806 | 1821 | 1831 | 1836 | 1841 | 1846 | 1851 |
| ---- | ---- | ---- | ---- | ---- | ---- | ---- | ---- | ---- |
| 816  | 687  | 752  | 722  | 726  | 766  | 746  | 786  | 827  |

| 1856 | 1861 | 1866 | 1872 | 1876 | 1881 | 1886 | 1891 | 1896 |
| ---- | ---- | ---- | ---- | ---- | ---- | ---- | ---- | ---- |
| 804  | 831  | 905  | 865  | 870  | 937  | 919  | 874  | 824  |

| 1901 | 1906 | 1911 | 1921 | 1926 | 1931 | 1936 | 1946 | 1954 |
| ---- | ---- | ---- | ---- | ---- | ---- | ---- | ---- | ---- |
| 777  | 774  | 729  | 657  | 583  | 530  | 477  | 468  | 447  |

| 1962 | 1968 | 1975 | 1982 | 1990 | 1999 | 2004 | 2006 | 2009 |
| ---- | ---- | ---- | ---- | ---- | ---- | ---- | ---- | ---- |
| 423  | 401  | 337  | 361  | 400  | 416  | 385  | 372  | 403  |

| 2014 | 2019 | 2022 | - | - | - | - | - | - |
| ---- | ---- | ---- | - | - | - | - | - | - |
| 428  | 411  | 403  | - | - | - | - | - | - |

## Économie

### Le vignoble
- La superficie en Appellation d'origine contrôlée Sancerre représente environ 160 hectares sur la commune.
- Le sol est composé en particulier de terres blanches (argilo-calcaire), silex ou caillottes.
- Les coteaux sont exposés sud - sud-est
- Le Sancerre blanc est issu exclusivement du cépage sauvignon, il représente environ 81 % du vignoble. Les sancerre rouge et rosé issus du cépage pinot noir, représentent respectivement 11 % et 8 % de la production.

### Les viticulteurs de la commune
- Domaine des Clairneaux, Jean-Marie Berthier
- Domaine de la Chezatte, Jean & Annick Maudry
- Domaine de Germenoy, René et Laurent Montagu
- Domaine des Guenoux, Daniel Foucher
- Domaine Montagu-Rabereau, Laurence Rabereau
- Domaine du Nozay, Philippe & Cyril de Benoît
- Domaine Alain Renat
- Domaine de Rome, Sylvie & Hervé Baudry
- Domaine des Sardelles, Christophe et Guillaume Reverdy
- Domaine Michel Thiroy
- Domaine Jérôme et Bernard Godon

## Culture locale et patrimoine

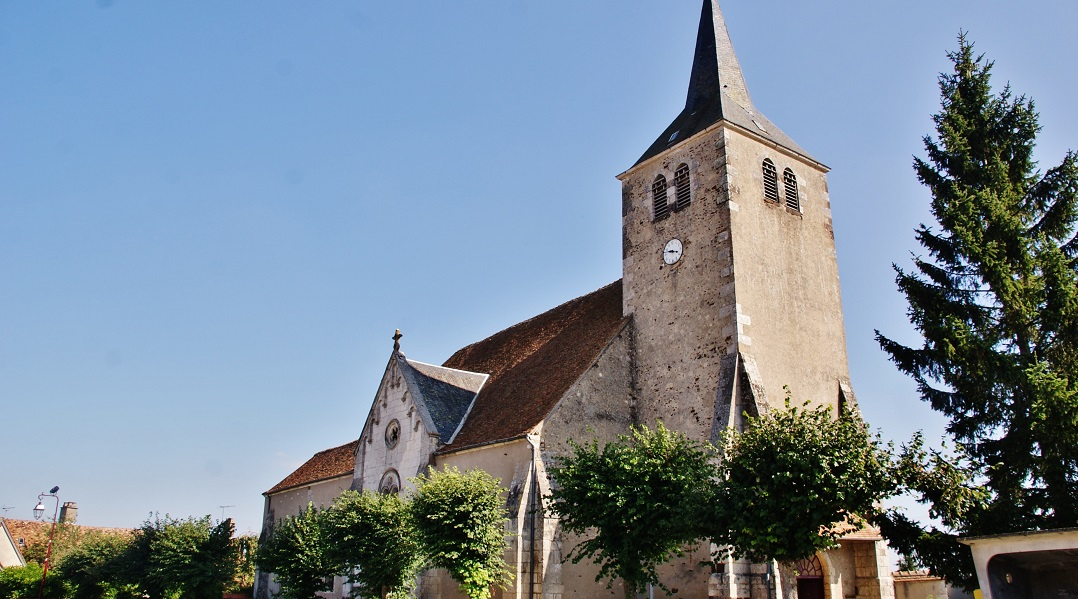
L'église paroissiale Sainte-Gemme.

### Lieux et monuments
- L'église Sainte-Gemme, qui fait l'objet d'une inscription au titre des Monuments historiques depuis le 1er octobre 1926[21]. Elle possède une chapelle Saint-Guengoulph, mais le saint honoré en fait n'est probablement pas saint Guengoulph mais saint Genou, le culte de ces deux saints ayant été confondu.
- Le fil d'Ariane à Sancerre
- La Maison des Sancerre
- Le vignoble sancerrois

### Personnalités liées à la commune
- Fortuné Mellot (1840-1914), député du Cher, y est né.